# Municipio de Pierpont
El municipio de Pierpont (en inglés: Pierpont Township) es un municipio ubicado en el condado de Ashtabula en el estado estadounidense de Ohio. En el año 2010 tenía una población de 1285 habitantes y una densidad poblacional de 17,68 personas por km².

## Geografía
El municipio de Pierpont se encuentra ubicado en las coordenadas 41°45′14″N 80°34′16″O / 41.75389, -80.57111. Según la Oficina del Censo de los Estados Unidos, el municipio tiene una superficie total de 72.7 km², de la cual 72,68 km² corresponden a tierra firme y (0,03 %) 0,02 km² es agua.

## Demografía
Según el censo de 2010, había 1285 personas residiendo en el municipio de Pierpont. La densidad de población era de 17,68 hab./km². De los 1285 habitantes, el municipio de Pierpont estaba compuesto por el 97,04 % blancos, el 1,32 % eran afroamericanos, el 0,16 % eran amerindios, el 0,39 % eran asiáticos, el 0,08 % eran de otras razas y el 1,01 % eran de una mezcla de razas. Del total de la población el 1,95 % eran hispanos o latinos de cualquier raza.